# Auximella
Auximella (лат.) — род аранеоморфных пауков из семейства Macrobunidae клады Entelegynae. Включает 6 видов. До 2023 года трактовался в составе семейства Пауки-амауробииды.

## Описание
Мелкие пауки, длина от 5 мм у Auximella minensis до 7,5 мм у Auximella producta и 9 мм у Auximella typica. Встречаются в Южной Америке: Бразилия, Перу и Эквадор. Известно 6 видов. Этот род был описан в 1908 году норвежским арахнологом Эмбриком Странном (1876—1947) в составе семейства Dictynidae. В 1967 году Лехтинен поместил его в Amaurobiidae, а затем в 2023 году Горно, Крюс, Кала-Рикельме, Монтана, Спанья, Балларин, Алмейда-Сильва и Эспозито пересмотрели классификацию и поместили его в семейство Macrobunidae.
- Auximella harpagula (Simon, 1906)
- Auximella minensis (Mello-Leitão, 1926)
- Auximella producta (Chamberlin, 1916)
- Auximella spinosa (Mello-Leitão, 1926)
- Auximella subdifficilis (Mello-Leitão, 1920)
- Auximella typica Strand, 1908